# 札幌市立白石中学校
札幌市立白石中学校（さっぽろしりつしろいしちゅうがっこう）は、北海道札幌市白石区にある市立の中学校である。通称は「はくちゅう」。

## 沿革
- 1947年 - 白石町中央の元陸軍補給所職員庁舎（白石小学校の付近）を使用して開校。仮入学式は白石青年学校。
- 1947年 - 校章制定。
- 1948年 - 元陸軍送信兵舎（現在の平和通16丁目北）を改修して移転。本校が現在地へ移転後、同地は1992年まで北海道札幌養護学校があった。
- 1948年 - 男女別の学級編成から男女混成の学級編成となった。
- 1949年 - 幌東中学校開校に伴い、通学区の変更。
- 1950年 - 白石村の札幌市への併合により、札幌市立白石中学校と改称。
- 1955年 - 在任中の校長が胃ガンにより逝去し、学校葬を執行。
- 1955年 - 現在地に新校舎が一部完成し、1年生が移転。
- 1956年 - 通勤途中の教員が舗装されたばかりの国道12号で自動車事故の被害に遭い逝去し、学校葬を執行。
- 1956年 - 校歌制定。
- 1957年 - 現在地に新校舎が完成し、移転が完了する。
- 1960年 - 修学旅行中の3年生が、チリ津波の影響により、予定を変更し函館から引き返す。
- 1961年 - 札幌市立柏丘中学校開校に伴い、通学区の変更。
- 1963年 - 制服制定。
- 1963年 - 女子:赤線のセーラー服。男子:丸刈り。
- 1964年 - 東京オリンピック陸上総監督である織田幹雄が来校し講演会を開講。
- 1966年 - 制服の一部改訂。女子:ネクタイを紺色。男子:長髪許可。
- 1966年 - 札幌市立東白石中学校開校に伴い、通学区の変更。
- 1968年 - 宮城県にある白石市立白石中学校と姉妹校になる。
- 1982年 - 現校舎完成。
- 1982年 - 完全給食開始。
- 1993年 - ジャージ登校許可。
- 2025年 - 校舎リニューアル工事開始。

## 所在地
- 北海道札幌市白石区本郷通6丁目南1番1号

## 部活動
- ソフトテニス
- バドミントン
- 野球
- 卓球
- バスケット（男子・女子）
- サッカー
- 柔道
- バレー（男子・女子）
- 吹奏楽
- 美術
- 化学（化学・環境）
- 水泳
- 剣道

## 交通機関
- 札幌市営地下鉄東西線 南郷7丁目駅 下車、1番出口より徒歩5分

## 出身者
- 進藤亮佑 - サッカー選手（北海道コンサドーレ札幌）
- 一十三十一 - 歌手
- 見延典子 - 作家

## 付近の施設
- 札幌市民防災センター
- 白石体育館
- アサヒビール園
- 札幌市立南郷小学校
- 札幌市立本郷小学校
- 札幌市立南白石小学校
- 札幌市立白石小学校
- 学校法人大藤学園本郷幼稚園